# Melianoliarus maidis
Melianoliarus maidis är en insektsart som först beskrevs av Ronald Gordon Fennah 1945.  Melianoliarus maidis ingår i släktet Melianoliarus och familjen kilstritar. Inga underarter finns listade i Catalogue of Life.